# Jens Byggmark
Jens Byggmark, né le 22 août 1985 à Örebro (Suède), est un skieur alpin suédois. Révélé par deux victoires en coupe du monde obtenues à Kitzbühel en 2007, il a notamment remporté la médaille d'argent en slalom aux championnats du monde de ski alpin 2011 à Garmisch-Partenkirchen, ainsi que dans l'épreuve par nations aux Championnats du monde 2007 à Åre et aux Championnats du monde 2013 à Schladming.

## Biographie

### Débuts
Espoir du ski suédois, issu et licencié au Tärna IK Fjällvinden de Tärnaby d'où sont sortis Ingemar Stenmark et Anja Pärson, Jens Byggmark prend ses marques dans les disciplines techniques que sont le slalom et le slalom géant. Sixième en slalom géant et septième en slalom lors des championnats du monde juniors en 2005, Byggmark évolue sur le circuit de la coupe d'Europe depuis 2005, l'antichambre de la coupe du monde.
Ses bonnes performances en coupe d'Europe lui permettent d'être aligné à ses premières épreuves de coupe du monde lors de la saison 2006 : il fait ses débuts lors d'un slalom géant à Alta Badia le 18 décembre 2005 où avec le dossard 67 il ne se qualifie pas en seconde manche. Il continue toutefois la saison en coupe d'Europe terminant quatrième au général, troisième au classement du slalom et quinzième au classement du géant.

### Révélation et doublé à Kitzbühel en 2007
En 2007, grâce à sa saison réussie en 2006 en coupe d'Europe, il est incorporé en équipe de Suède de coupe du monde et est aligné en slalom, slalom géant et combiné. À 21 ans, il s'agit de sa première saison au plus haut niveau. Lors de la première épreuve de slalom, à Levi en Finlande, il signe une réelle performance puisqu'avec le dossard 34 il termine dix-septième de la première manche, avant de réaliser le second temps de la deuxième manche pour terminer sixième de l'épreuve. Un mois plus tard, toujours avec un dossard élevé (le 35), il réalise une performance similaire en prenant la cinquième place du slalom de Beaver Creek. Faisant alors partie du top 30 en slalom, il prend la dixième place du slalom d'Alta Badia avec le dossard 25. En janvier 2007, avec le dossard 19, il est à nouveau dans le top 10 au slalom d'Adelboden avec une huitième place.
Viennent alors les deux slaloms de Kitzbühel, les 27 et 28 janvier 2007. Outsider, Byggmark va marquer les esprits. Lors du premier slalom avec le dossard 10, il remporte sa première épreuve de coupe du monde devant Mario Matt et Alois Vogl,. Le lendemain, il réédite la même performance et s'impose de nouveau devant Matt et Manfred Moelgg. Ce doublé inattendu lui permet alors d'intégrer le top 7 mondial du slalom et de s'affirmer comme un potentiel vainqueur du petit globe de cristal en slalom. Il est tout près de réaliser la passe de trois, mais termine deuxième du slalom de Schladming le 30 janvier 2007 derrière Benjamin Raich. Son style de ski est alors tranchant et il prend tous les risques.
En février, il participe à ses premiers championnats du monde qui se déroulent à Åre, dans son pays. Inconnu un mois auparavant, il apparaît alors comme l'un des favoris et subit une forte pression médiatique en représentant l'une des grandes chances de médailles pour la nation accueillante des mondiaux. Son manque d'expérience lui est néanmoins fatal, car malgré une avance au premier intermédiaire sur le chrono de référence réalisé par Mario Matt (vainqueur de l'épreuve), il part à la faute et est disqualifié. Cette contre-performance entame un peu sa confiance pour la suite de la saison. Douzième à Garmisch-Partenkirchen et cinquième à Lenzerheide, il ne marque pas de points à Kranjska Gora. Dépassé au classement du slalom par Benjamin Raich et Mario Matt, il clôt sa saison à la troisième place de la spécialité.

### Passage à vide en 2009 et 2010
Lors de la saison 2008, il marque ses premiers points en slalom géant avec une 20e place à Sölden. En slalom en fin d'année 2007, il ne marque pas de point à Reiteralm et Alta Badia mais monte sur le podium à Bad Kleinkirchheim. Arrive alors le mois de janvier où se joue la saison en slalom. Il prend une modeste 15e place à Adelboden puis renoue avec les podiums à Wengen et à Kitzbühel, se classant à chaque fois deuxième derrière Jean-Baptiste Grange qui est alors le seul à le devancer au classement du slalom. Toutefois, il aligne alors des contre-performances puisqu'il ne marque aucun point lors cinq derniers slaloms de la saison, régressant au classement à la dixième place en fin de saison.
Cette fin de saison 2008 marque le début d'une longue période de disette les saisons suivantes, où Byggmark ne dispute plus que des slaloms. En 2009, il rate complètement son début de saison et arrive aux championnats du monde de Val d'Isère avec le 28e rang mondial en slalom, très loin de son niveau un an auparavant. En effet, sur les huit slaloms de coupe du monde précédant les mondiaux, il ne marque qu'à deux reprises des points, puis clôt sa saison 2009 au 35e rang mondial du slalom, ne parvenant même pas à se qualifier pour les finales de la c+Coupe du monde, disputées en mars 2009. Cette saison manquée l'éjecte du top 30 mondial.
En 2010, il poursuit les contre-performances : disqualifié avec le dossard 55 lors du slalom inaugural de la Coupe du monde 2010 à Levi, il essaie de se remettre au niveau en disputant en même temps la Coupe d'Europe avec l'objectif des jeux olympiques de Vancouver. Cela ne semble pas porter ses fruits car Byggmark ne rentre qu'à deux reprises dans les points, à Alta Badia et Kranjska Gora, mais n'en marque aucun aux six autres slaloms. Il est toutefois retenu en équipe de Suède pour participer aux Jeux olympiques aux côtés d'André Myhrer, Mattias Hargin et Axel Bäck, bien qu'il soit devancé au classement de la coupe du monde par ses compatriotes Markus Larsson et Anton Lahdenperä. 27e de la première manche, il finit 22e de l'épreuve olympique, puis termine sa saison en coupe d'Europe.

### Vice-champion du monde de slalom en 2011
En 2011, après deux saisons blanches, Byggmark apprend à marquer des points plus régulièrement pour espérer renouer avec de meilleurs dossards. Il réalise à ce point de vue une saison régulière puisque parti avec un dossard au-delà du top 30, il finit à une convaincante seizième place au classement du slalom en ayant marqué des points dans chaque slalom de la saison à l'exception des finales de la coupe du monde, son meilleur résultat étant une septième place à Schladming. Cette saison plus régulière que les deux précédentes l'ont amené in extremis à être présent aux championnats du monde de Garmisch-Partenkirchen au détriment de Markus Larsson. Parti avec le dossard 18 lors des mondiaux, il réalise le sixième temps de la première manche et devient un potentiel médaillable. La seconde manche est du même niveau, il est champion du monde virtuel avant le passage du dernier skieur, Jean-Baptiste Grange, mais ce dernier met fin à la remontée de Byggmark qui s'empare finalement d'une inattendue médaille d'argent. Il revient sur son passage à vide des deux années précédentes en déclarant : « Je ne saurais dire précisément pourquoi j'avais tellement reculé dans la hiérarchie, des problèmes de règlement en partie : les distances entre les portes ont été raccourcies et je n'avais pas su m'adapter ».
En 2012, il poursuit sa progression, continue de marquer des points régulièrement, passe tout près d'un podium à Kitzbühel avec une cinquième place et termine à la neuvième place au classement du slalom, voyant son compatriote André Myhrer remporter le petit globe de cristal de la spécialité. En 2013, Byggmark s'aligne à nouveau en slalom géant au côté du slalom. À Levi, pour le premier slalom de la saison avec le dossard 16, il monte sur le podium en prenant la troisième place derrière Myhrer et Marcel Hirscher, s'affirmant comme un des outsiders pour cette nouvelle saison où l'objectif se porte sur les mondiaux de Schladming en février 2013. Il y prend la huitième plac en slalom.
Jens Byggmark a été victime d'une chute lors d'un entrainement de géant sur le glacier de Saas-Fee le 10 septembre 2013. Les examens rapidement effectués révèlent une rupture du ligament croisé antérieur et Jens Byggmark est contraint d'être opéré le 13 septembre 2013. La durée de rééducation étant estimée à 6 mois, cette blessure compromet fortement sa participation aux Jeux olympiques d'hiver de Sotchi.
En raison de problèmes récurrents au genou depuis cette chute, il met un terme à sa carrière à la fin de l’hiver 2016-2017.

## Palmarès

### Jeux olympiques
Jens Byggmark n'a participé qu'à une édition des Jeux olympiques d'hiver, en 2010 à Vancouver dans l'épreuve du slalom. La Suède peut aligner quatre représentants dans l'épreuve, le maximum dans cette épreuve olympique. Au classement de la liste de départs de la coupe du monde de slalom, Byggmark se situe au 37e rang mondial derrière ses compatriotes Mattias Hargin (8e), André Myhrer (13e) et Axel Bäck (20e). Au tirage au sort, il obtient le dossard 30 et réalise le 27e temps de la première manche. Il part donc au troisième rang de la seconde manche. Il réalise le 15e temps de la seconde manche, lui permettant d'accrocher une 22e place dans l'épreuve olympique, voyant son compatriote Myhrer obtenir la médaille de bronze.
| Édition / Épreuve | Slalom |
| ----------------- | ------ |
| JO 2010 Vancouver | 22e    |

### Championnats du monde
Jens Byggmark compte cinq participations aux championnats du monde.
En 2007 à Åre, il est retenu dans quatre épreuves (super combiné, slalom géant, slalom et coupe des nations). Il débute par le combiné où il possède le dossard 32 : dans l'épreuve de descente il n'obtient que le 38e temps, dans l'épreuve de slalom il est 5e au premier intermédiaire avant d'abandonner. Trois jours plus tard, il prend part au slalom géant où il s'élance avec le dossard 32 mais abandonne au cours de la première manche (avec seulement le 31e temps au deuxième intermédiaire). Toutefois, c'est dans l'épreuve du slalom où il est le plus attendu puisqu'il est deuxième au classement de la liste de départ du slalom derrière Benjamin Raich. Il obtient le dossard 2, passe en tête aux deux premiers intermédiaires mais ne termine pas la première manche et perd toute chance de médaille individuelle dans ces mondiaux à domicile. Lors de l'ultime épreuve, la coupe des nations, il est retenu aux côtés Patrik Järbyn, Markus Larsson, Hans Olsson, Anna Ottosson et Anja Pärson. Alors que son équipe est à égalité avec la Suisse avant la dernière épreuve, Byggmark a la possibilité d'offrir une médaille d'argent à la Suède : il réalise le 5e temps de sa série alors que le Suisse Marc Berthod ne finit pas l'épreuve. Cette médaille d'argent est la première remportée par Byggmark dans un championnat du monde.
En 2009, Jens Byggmark est inscrit dans deux épreuves : le slalom géant et le slalom. En slalom géant, il part avec le dossard 43, difficile pour rentrer dans les trente premiers pour une seconde manche. 35e au premier intermédiaire de la première manche, il abandonne. Deux jours plus tard en slalom, il a le dossard 22 et est considéré comme outsider. En effet, malgré ce dossard élevé, il réalise l'une des grosses performances de la première manche, prenant la huitième place en fin de première manche et se positionnant comme un possible médaillable. Bien parti en seconde manche, il ne parvient toutefois pas à la terminer et voit son objectif de médaille disparaître.
En 2011, il n'est retenu que dans une seule épreuve : le slalom. Il hérite du dossard 18 et surprend en première manche en prenant la sixième place. Lors de la seconde manche, il prend la tête de l'épreuve, voit les concurrents suivants relégués derrière lui et tient toujours la première place au départ de Jean-Baptiste Grange, dernier skieur à s'élancer. Ce dernier le devance finalement de quatre dixièmes et il se contente d'une médaille d'argent.
| Édition / Épreuve          | Slalom géant | Slalom  | Combiné | Par équipe |
| -------------------------- | ------------ | ------- | ------- | ---------- |
| Mondiaux 2007 Åre          | Abandon      | Abandon | Abandon | Argent     |
| Mondiaux 2009 Val d'Isère  | Abandon      | Abandon | -       | -          |
| Mondiaux 2011 Garmisch     | -            | Argent  | -       | -          |
| Mondiaux 2013 Schladming   | -            | 8e      | -       | Argent     |
| Mondiaux 2015 Beaver Creek | -            | Abandon | -       | -          |

### Coupe du monde
L'hiver 2006-2007 constitue sa saison la plus aboutie en termes de classement, puisqu'il termine à la quinzième place du général et à la troisième place au classement du slalom. Cette saison-là, il monte trois fois sur le podium, toujours en slalom, décrochant deux victoires à Kitzbühel et une deuxième place à Schladming. En 2008, il monte sur trois nouveaux podiums de slalom, terminant deuxième à Bad Kleinkirchheim, Wengen et Kitzbühel. Il renoue avec un podium lors de la saison 2013 en terminant troisième du slalom de Levi. En 2014, il monte pour la huitième et dernière fois sur un podium de Coupe du monde en obtenant la troisième place du slalom de Madonna di Campiglio.
| Saison/Classement | Général | Général | Slalom géant | Slalom géant | Slalom | Slalom | Combiné | Combiné |
| Saison/Classement | Class.  | Points  | Class.       | Points       | Class. | Points | Class.  | Points  |
| ----------------- | ------- | ------- | ------------ | ------------ | ------ | ------ | ------- | ------- |
| 2006-2007         | 15e     | 506     | -            | -            | 3e     | 490    | 33e     | 16      |
| 2007-2008         | 30e     | 310     | 45e          | 18           | 10e    | 256    | 28e     | 36      |
| 2008-2009         | 94e     | 44      | -            | -            | 35e    | 36     | 41e     | 8       |
| 2009-2010         | 102e    | 36      | -            | -            | 36e    | 36     | -       | -       |
| 2010-2011         | 46e     | 173     | -            | -            | 16e    | 173    | -       | -       |
| 2011-2012         | 36e     | 242     | -            | -            | 9e     | 242    | -       | -       |
| 2012-2013         | 25e     | 274     | -            | -            | 8e     | 274    | -       | -       |
| 2014-2015         | 59e     | 123     | -            | -            | 19e    | 123    | -       | -       |
| 2015-2016         | 73e     | 109     | -            | -            | 25e    | 109    | -       | -       |
| 2016-2017         | 126e    | 14      | -            | -            | 46e    | 14     | -       | -       |

| Saison | Slalom         | Total |
| ------ | -------------- | ----- |
| 2007   | Kitzbühel (x2) | 2     |
| Total  | 2              | 2     |

### Coupe d'Europe
- 5 victoires (4 en slalom et 1 en super combiné).